# Jahnsita-(NaMnMg)
La jahnsita-(NaMnMg) és un mineral de la classe dels fosfats, que pertany al subgrup de la jahnsita. Rep el seu nom degut al fet que és un anàleg de la jahnsita-(CaMnFe); el sufix indica la situació dels metalls. Aquesta espècie mineral no ha estat aprovada per l'Associació Mineralògica Internacional, tot i que probablement és validada.

## Característiques
La jahnsita-(NaMnMg) és un fosfat de fórmula química (Na,Ca)Mn²⁺(Mg,Fe³⁺)₂Fe³⁺₂(PO₄)₄(OH)₂(H₂O)₈. Cristal·litza en el sistema monoclínic.

## Formació i jaciments
Va ser descoberta a les pegmatites de la mina Tip Top, a Fourmile, al districte de Custer del comtat homònim, a l'estat de Dakota del Sud (Estats Units). És l'únic indret on ha estat trobada aquesta espècie mineral.